# Рубль
Рубль — название современных валют России (российский рубль), Беларуси (белорусский рубль), а также непризнанного государства Приднестровская Молдавская Республика (приднестровский рубль). В прошлом рубль — денежная единица русских республик и княжеств периода раздробленности, Великого княжества Литовского, Русского царства, Российской империи (1847—1922), многочисленных образований периода Гражданской войны в России, РСФСР (1917—1923), Советского Союза (1923—1991), Латвии (1992—1993), Украины (1991—1992), Таджикистана (1995—2000) и многих других государств.
Первое письменное использование слова «рубль» в качестве названия денежной единицы относится к концу XIII века.
Как правило, рубль делится на 100 копеек.
Код российского рубля в соответствии со стандартом ISO 4217 — RUB (RUR до деноминации 1998 года), числовой код — 643 (в банковской системе по-прежнему используется старый 810); белорусского — BYN, числовой код — 933 (c 1 июля 2016 г.); приднестровского — PRB (неофициальный, числового кода нет).

## Этимология

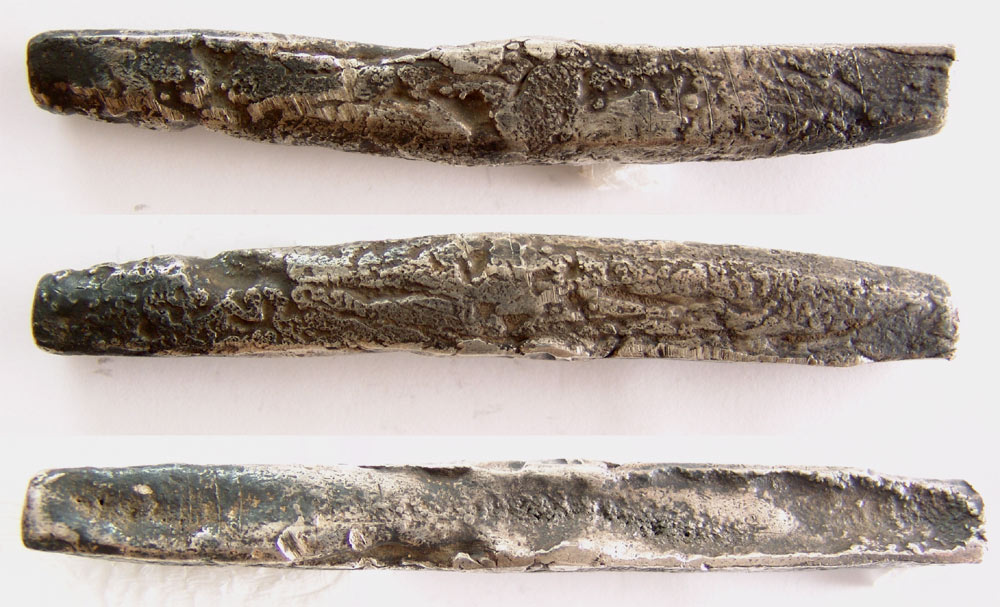
Новгородская гривна из селища в районе Копорья

Существует несколько версий происхождения слова «рубль». Основные расходятся в деталях, но сходятся в том, что однокоренным является глагол «рубить».
Согласно «Этимологическому словарю русского языка» Макса Фасмера, первоначально рубль — это «обрубок, затычка», затем, с 1316 года в письменных источниках — это «название денежной единицы… вместо гривны… которая в Новгороде весила в слитке 196 гр.… От рубить, то есть „обрубок гривны“».
Согласно «Историко-этимологическому словарю русского языка» Павла Черных, старшее значение слова «рубль» — «кляп, отрубок». В этимологическом отношении несомненно связано с глаголом рубить… и является производным этого глагола.
О разнице в деталях касательно метрологии, в частности о том, был ли равен рубль целой гривне, как утверждает Черных, или только её половине, как упоминается в этимологическом словаре Фасмера, смотрите раздел «Метрология».
По другой версии, рубль — это не целая гривна и не её половина, а четверть. Этой точки зрения придерживался, например, Иван Кондратьев, который в книге «Седая старина Москвы» написал: «Рубли были частями гривны или кусками серебра с зарубками, означавшими их вес. Каждая гривна разделялась на четыре части; название же рубль произошло от слова „рубить“, потому что прут серебра в гривну весом разрубался на четыре части, которые и назывались рублями». Отсюда усматривается связь с араб. ربع‎ (рубъ) — «четверть, четвёртая часть».
Существует версия, что название «рубль» является результатом применения технологии, при которой серебро заливалось в форму в два приёма, из-за чего на ребре новгородских гривен хорошо заметен шов, рубец. Отсюда, рубль — это «слиток со швом».

## Другие названия рубля
На языках народов Российской империи, СССР и современной Российской Федерации рубль носил или носит названия:
- «карбованец» (украинский язык) — «монета с насечками по краям» (от карбовать — «насекать»)[9][10];
- «манат» (азербайджанский, туркменский, грузинский, ногайский)[источник не указан 4706 дней] или «манет» (удмуртский)[11];
- «сум» (узбекский,татарский и казахский) или «сом» (таджикский и киргизский)[источник не указан 4706 дней];
- «хум» ([Һум]) — башкирский[12];
- «тенге» (казахский, чувашский) — название денежной единицы, имеющее у разных народов разное значение; по происхождению родственное русским словам «деньга» и «деньги»[13];
- «целковый» (мокшанский и эрзянский[14]), бурятский «сулхоб» того же корня[источник не указан 3630 дней].

По Фасмеру, древнерусским синонимом рубля было слово «тин» — «нарезка, зарубка», возможно, родственное слову «полтина».

## Метрология
У исследователей денежной системы Древней Руси нет единого мнения относительно исходного значения стоимости рубля как денежной единицы. Некоторые считают, что первоначально рубль был равен целой новгородской гривне (около 200 граммов серебра), другие — только её половине (около 100 граммов). Единой для современных источников является точка зрения, состоящая в том, что как денежная единица рубль впервые упоминается в новгородских грамотах XIII века и, являясь эквивалентом целой гривны или её половины, был элементом так называемой гривенно-кунной системы денежных единиц (см. «Гривна (Древняя Русь)», «Куна (денежная единица древней Руси)»), построенной на использовании для крупных расчётов слитков-гривен, а для более мелких — иностранных дирхемов и денариев (кун). Постепенно (в течение XIV—XV веков) рубль становился счётной денежной единицей, отражающей уже не столько содержание в этой единице серебра, сколько определённого числа более мелких денежных единиц.
С началом собственной монетной чеканки в Москве (со второй половины XIV века, в годы правления Дмитрия Донского) один рубль, в зависимости от того, считать ли его эквивалентом целого слитка или только его половины, был равен соответственно 200 или 100 денег. Кроме того, помимо денег, которые в течение нескольких веков оставались самой крупной ходячей монетой Северо-Восточной Руси, в Москве чеканились серебряные полушки (1⁄2 денги) и медные пулы (пуло). Последние использовались для самых мелких расчётов и в разные периоды равнялись от 1⁄60 до 1⁄72 денги.
В Новгороде чеканка собственной монеты началась сравнительно поздно — в 1420 году, когда в Москве уже было произведено снижение содержания серебра в местной денге. Появившаяся новгородская денга была тяжелее московской и оставалась таковой в течение всего периода сосуществования двух наиболее влиятельных денежных систем Древней Руси — московской и новгородской. При этом денга Новгородской республики равнялась 1⁄216 рубля. Переход Новгорода на новую систему денежного счёта был зафиксирован в минее из собрания Соловецкого монастыря, которая датируется второй половиной XV века: «Паметь, какъ торговали доселе новгородци. Пять лобцов четверетца; а десять лобцов две четверетци, ино то мротка; а ногата полторы мротки, три четверетци; а две векши лбец; а лбецов пять за четверетцу. Новая гривна 3 гривны, а куна две денги, а ногата 7 денег, а гривна серебра рубль». Такие понятия, как «лбец (лобец)», «четверетца», «мортка (мордка)», «ногата», «векша», «куна» являются единицами гривенно-кунной системы. Наиболее живучими из них оказались четверетца и мортка. Четверетца стала названием новгородской монеты, равной 1⁄4 деньги. Слово «мортка» встречается в качестве местного названия денежных единиц даже в начале XVIII века.
В качестве монет в Новгороде чеканились: серебряные деньга и четверетца, а также медная пула. Кроме того, денежные системы и Московской Руси, и Новгородской республики включали такие счётные единицы, как полтина (1⁄2 рубля), полуполтина или четверть (1⁄4 рубля), а также алтын (6 денег).

## История
Первой берестяной грамотой, в которой упоминается рубль, стала первая берестяная грамота, найденная в Вологде в слое, датируемом 1280—1340 годами.
К 1534 году, году начала денежной реформы Елены Глинской, 1 московский рубль стал равняться 200 московским деньгам или 100 деньгам новгородским (новгородкам), которые в течение XVI века получили сначала второе, а затем основное название — «копейка». В Великом княжестве Литовском литовская гривна (рубль, изрой) являлась основной счётной денежной единицей в XIII—XVI веках и равнялся 100 литовским грошам.

Рубль Алексея Михайловича (1654 г.)

Первая рублёвая монета (с обозначением достоинства словом «рубль») была отчеканена только в 1654 году, в ходе денежной реформы Алексея Михайловича, однако находилась в обращении не более года, поскольку содержание серебра в монете было ниже, чем в ста копейках: фактически новая рублёвая монета равнялась только 64 копейкам. При этом во времена Алексея Михайловича практиковалось изготовление свёртков («начётных денег») из монет мелких номиналов, которые образовывали более крупные суммы и использовались, в частности, первыми лицами государства для благотворительной раздачи. Такие свёртки, в том числе рублёвого достоинства в своём сочинении упоминает, например, подьячий посольского приказа Григорий Котошихин:
А как царь ходит в походы и по монастырём и по церквам, и для его выездов и выходов наготавливают денги в бумаги, по 2 гривны, и полуполтине, и по полтине, и по рублю и по два и по 5 и по 10 и по 20 и по 30, кому сколко прикажет дати, чтоб было готово.
Термин же «начётные денги» встречается в Истории города Москвы Ивана Забелина: «Такъ, 16 генв. 1653 г. святѣйшій на заутрени жаловалъ нищихъ старицъ, вдовъ, дѣвокъ милостынею, роздалъ начетныхъ (то-есть приготовленныхъ) гривенныхъ бумажекъ 3 р. да голыхъ денегъ (мелкихъ ссыпныхъ) 5 р. 10 алт.; раздавалъ деньги самъ патріархъ да ризничій діаконъ Іевъ».

### РубльРоссийской империи

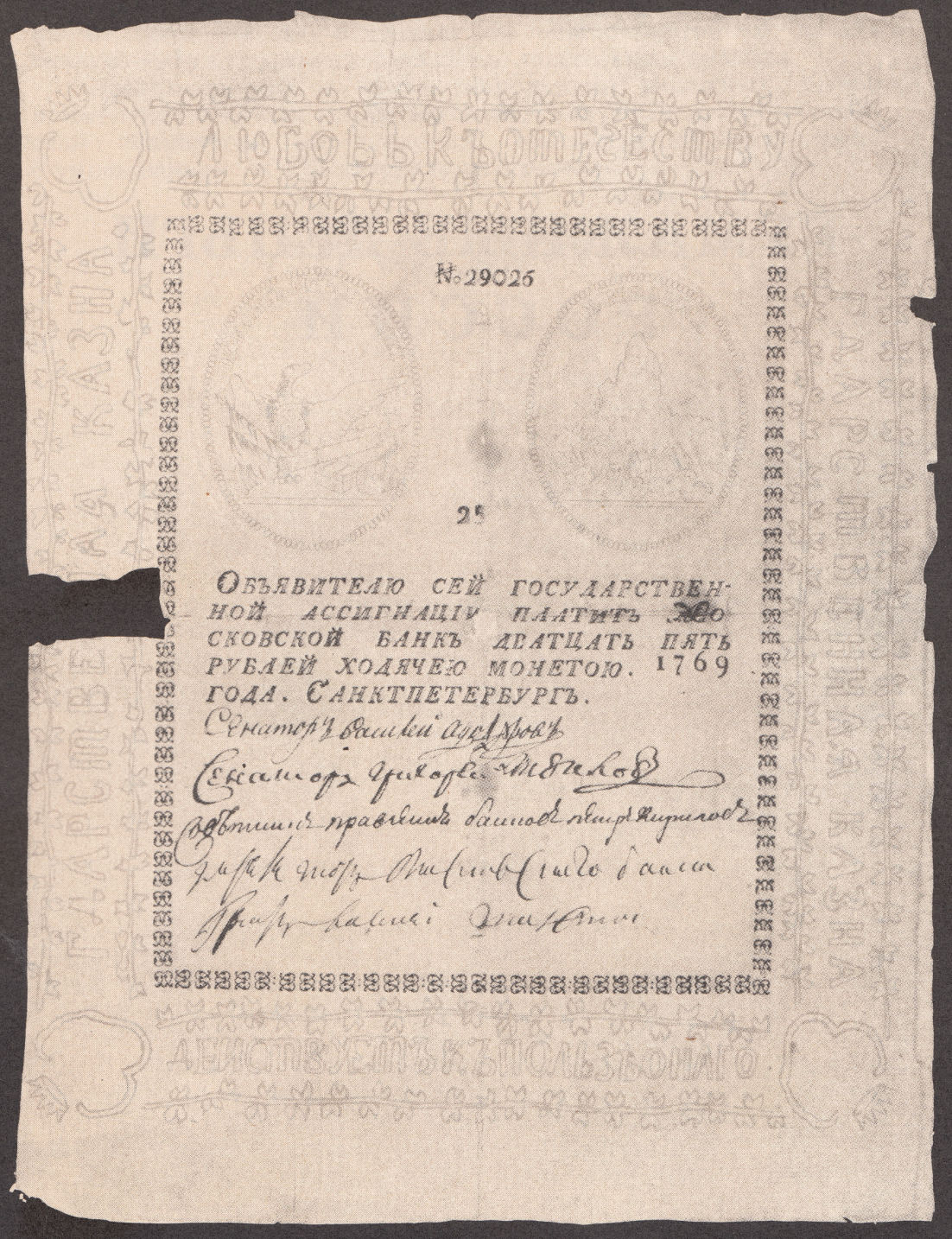
Ассигнация 1769 года

Монету достоинством в 1 рубль начали регулярно чеканить в 1704 году (первоначально в 28 граммов при содержании чистого серебра около 25—26 граммов, с 1764 года — 18 граммов).
В 1768 году был создан Государственный ассигнационный банк, начавший выпуск «ассигнаций» номиналом в 1, 3, 5, 10, 25 и 100 рублей.
Но ассигнации обесценивались, и на 1839 год их обменивали по курсу 3,5 рубля ассигнациями за 1 рубль монетами. В 1839–1843 годах под руководством министра финансов Егора Канкрина была проведена денежная реформа: был введен серебряный стандарт, основным средством платежа был объявлен серебряный рубль, а ассигнации в 1843 году заменили государственными кредитными билетами, выпускавшиеся Государственным коммерческим банком, которые можно было обменивать на золото и серебро.

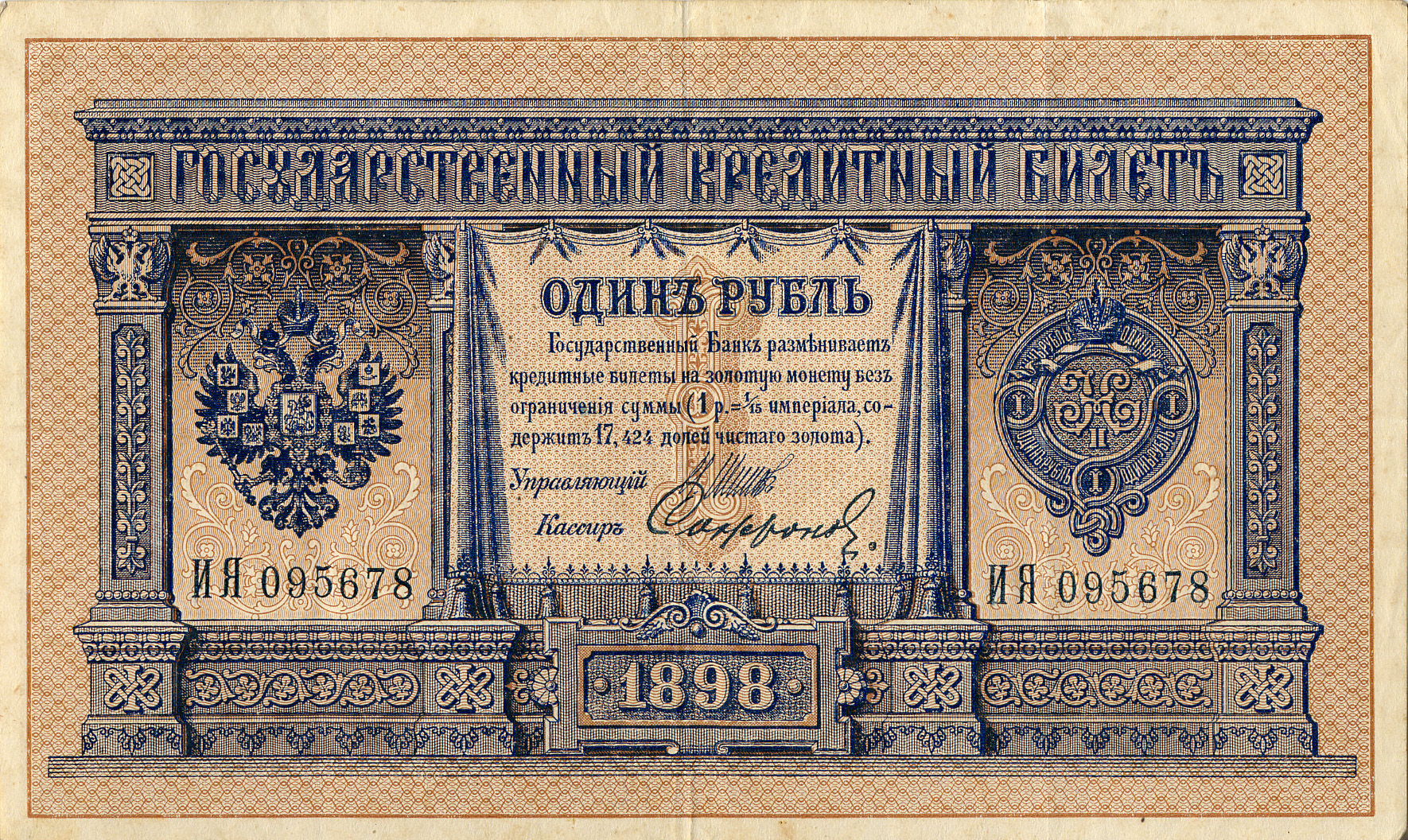
Бумажный рубль 1898 года (после реформы Витте)

Однако затем в связи с Крымской войной в 1854 году был прекращен размен кредитных билетов на золото, а в 1858 году — и на серебро.
В 1897 году выпуск медных, биллонных и серебряных монет и государственных кредитных билетов был привязан к выпуску золотых монет (денежная реформа в России 1895—1897 годов, проведенная под руководством министра финансов Сергея Витте). Был установлен размен кредитных билетов на золото. Серебряная монета и государственный кредитный билет достоинством в 1 рубль были приравнены к 1/15 империала (1 империал с 1897 года — 11,61 грамм золота). Рубль стал четвёртой валютой по стоимости в золотом эквиваленте после британского фунта, доллара США и португальского мильрейса.
С началом Первой мировой войны в 1914 году размен банковских билетов на золото был прекращен, покупательная способность рубля начала падать. К началу 1917 года она составила 27 копеек в довоенных ценах.

### Послереволюционный период

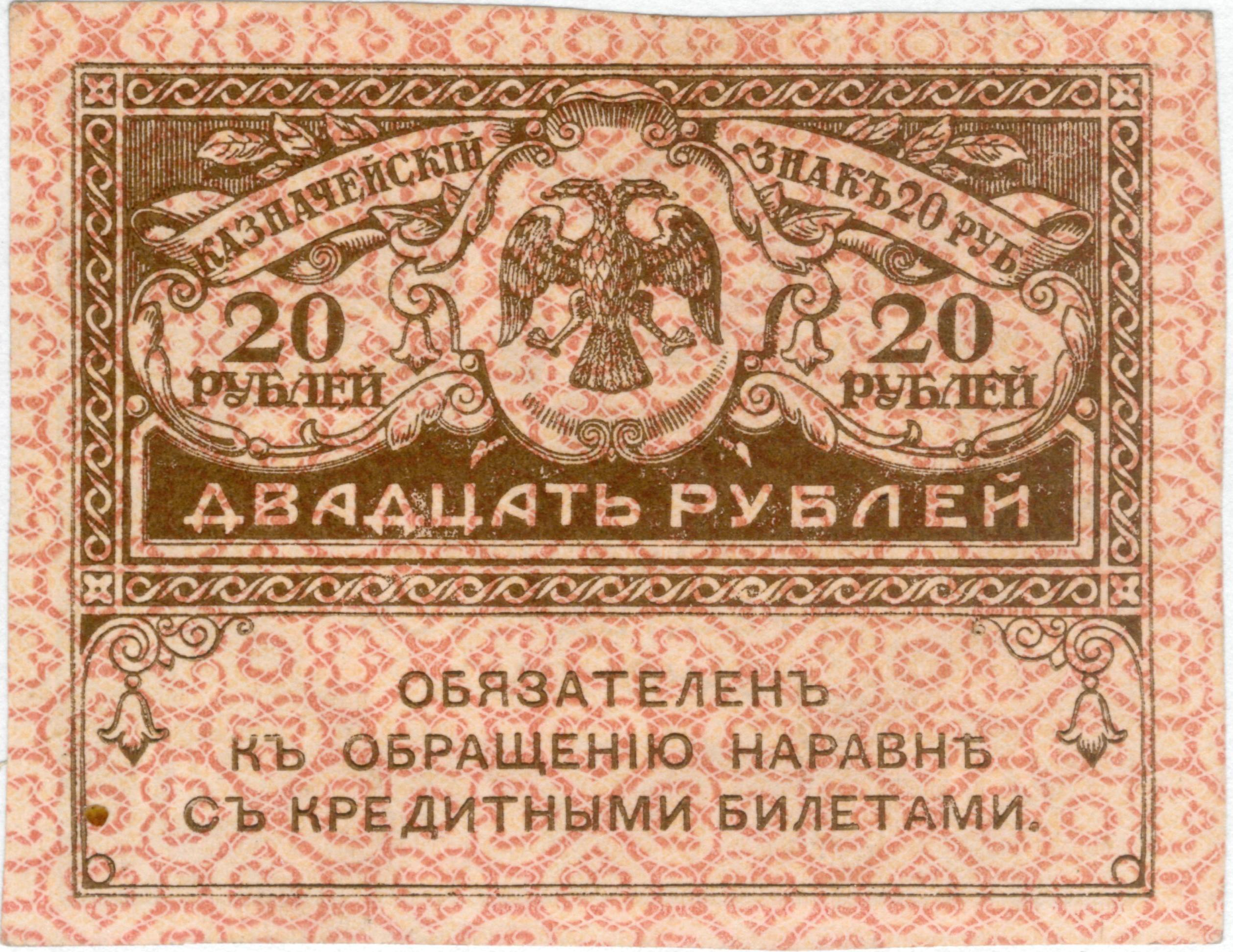
«Керенка» 1917 года

В 1917 году начался выпуск Государственных кредитных билетов достоинством в 250 и 1000 рублей, а в 1918 году — государственные кредитные билеты достоинством в 5000 и 10000 рублей (Государственный кредитный билет достоинством в 500 рублей появился ещё в 1898 году). Также в 1917 г. были выпущены разменные знаки в 20 и 40 рублей («керенки»). Вплоть до 1919 продолжали печататься банкноты Российской империи, которые можно отличить от дореволюционных лишь по более кратким серийным номерам и подписям.

### Белогвардейские выпуски
Денежное обращение на территориях, контролировавшихся белыми частями в годы Гражданской войны, было хаотичным. На юге использовался донской рубль, относительно стабильный и потому использовавшийся далеко за пределами Донского казачьего войска. Символы Российского государства несли на себе также сибирский рубль (Колчак), рубль ВСЮР (Деникин и Врангель), рубль Северо-западной армии (Юденич), благовещенский рубль (атаман Семёнов). Указанные выпуски не были эквивалентны по курсу; большинство из них утратило всякую стоимость после занятия территорий красными войсками, лишь донской рубль продолжал обращаться на советской территории до конца 1920 г.
Банкноты Западной армии Бермондт-Авалова традиционно не включаются в «белогвардейские выпуски», поскольку они были номинированы в марках и выпускались на территориях, контролируемых немецкой армией.

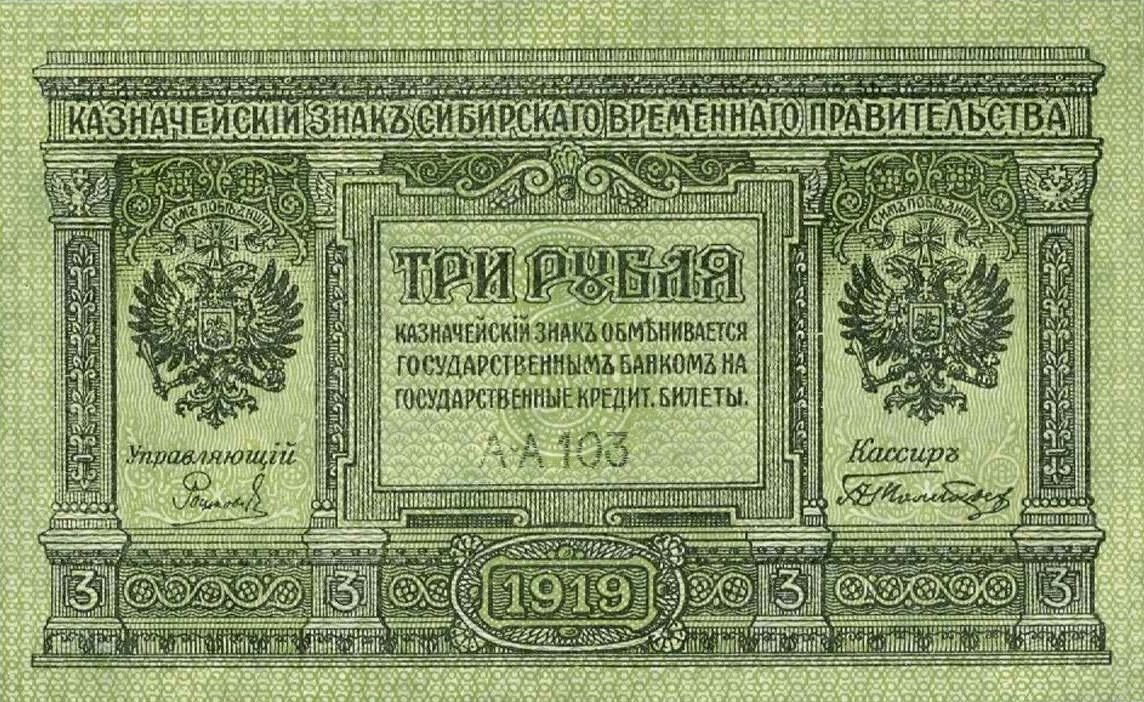
3 рубля Сибирского временного правительства (Колчак). Дизайн номиналов от 1 до 10 руб. имитировал банкноту 1 руб. Российской империи.
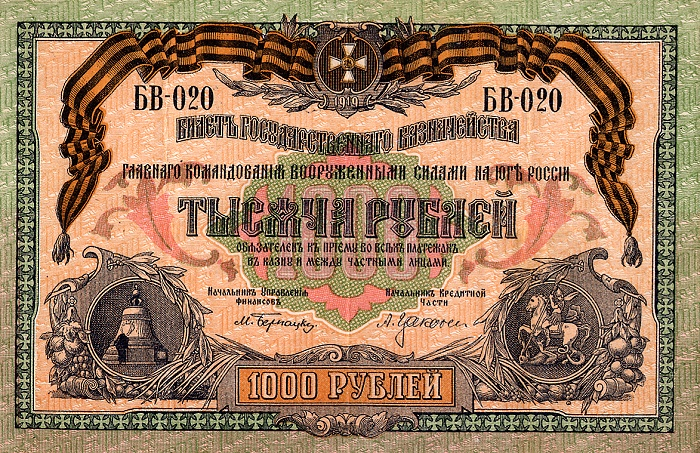
1000 рублей ВСЮР. 1919. Аверс.
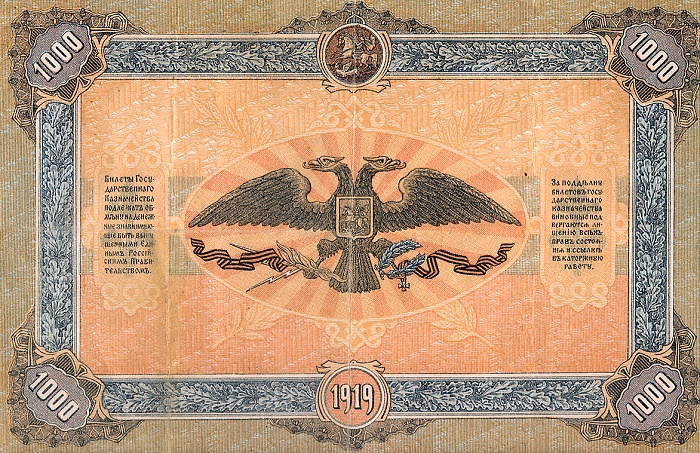
1000 рублей ВСЮР. 1919. Реверс.
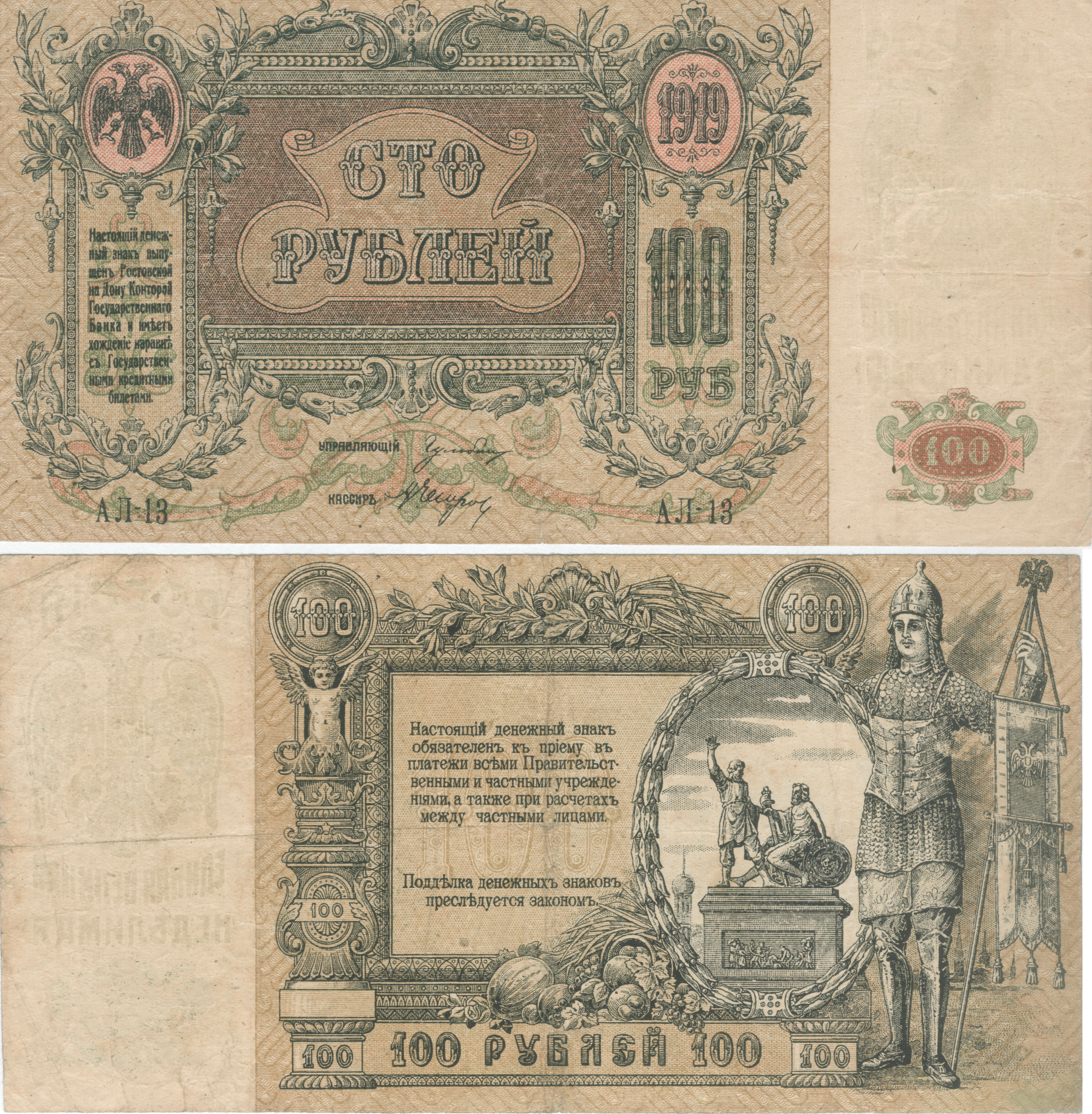
100 донских рублей. 1919. Аверс и реверс.
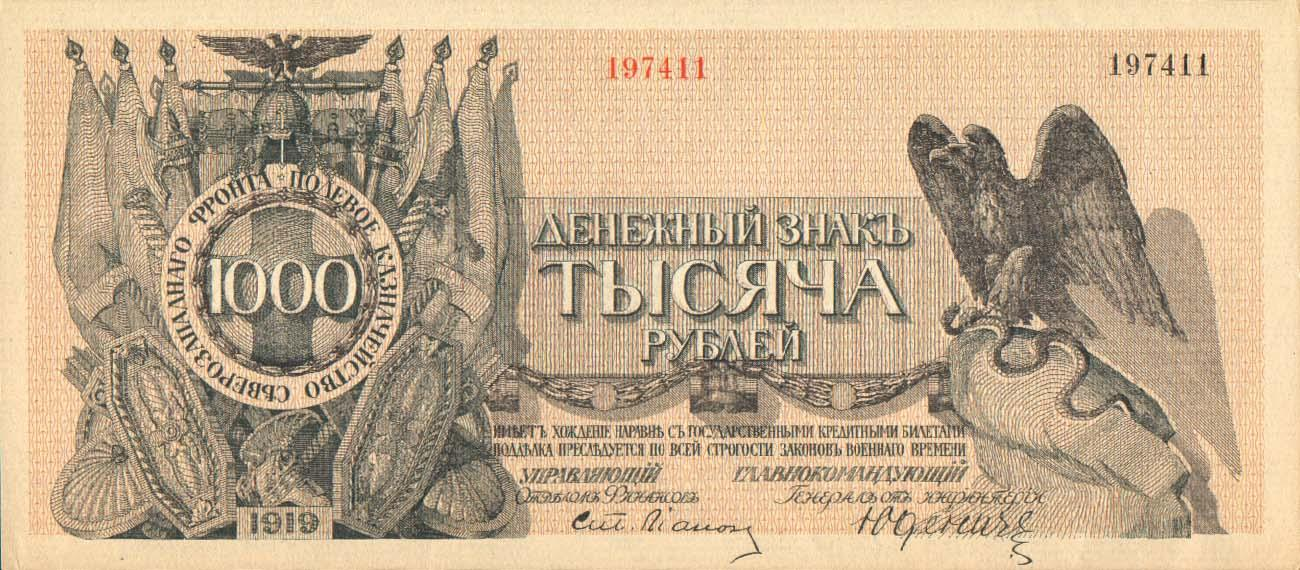
1000 руб. Северо-западной армии Юденича.
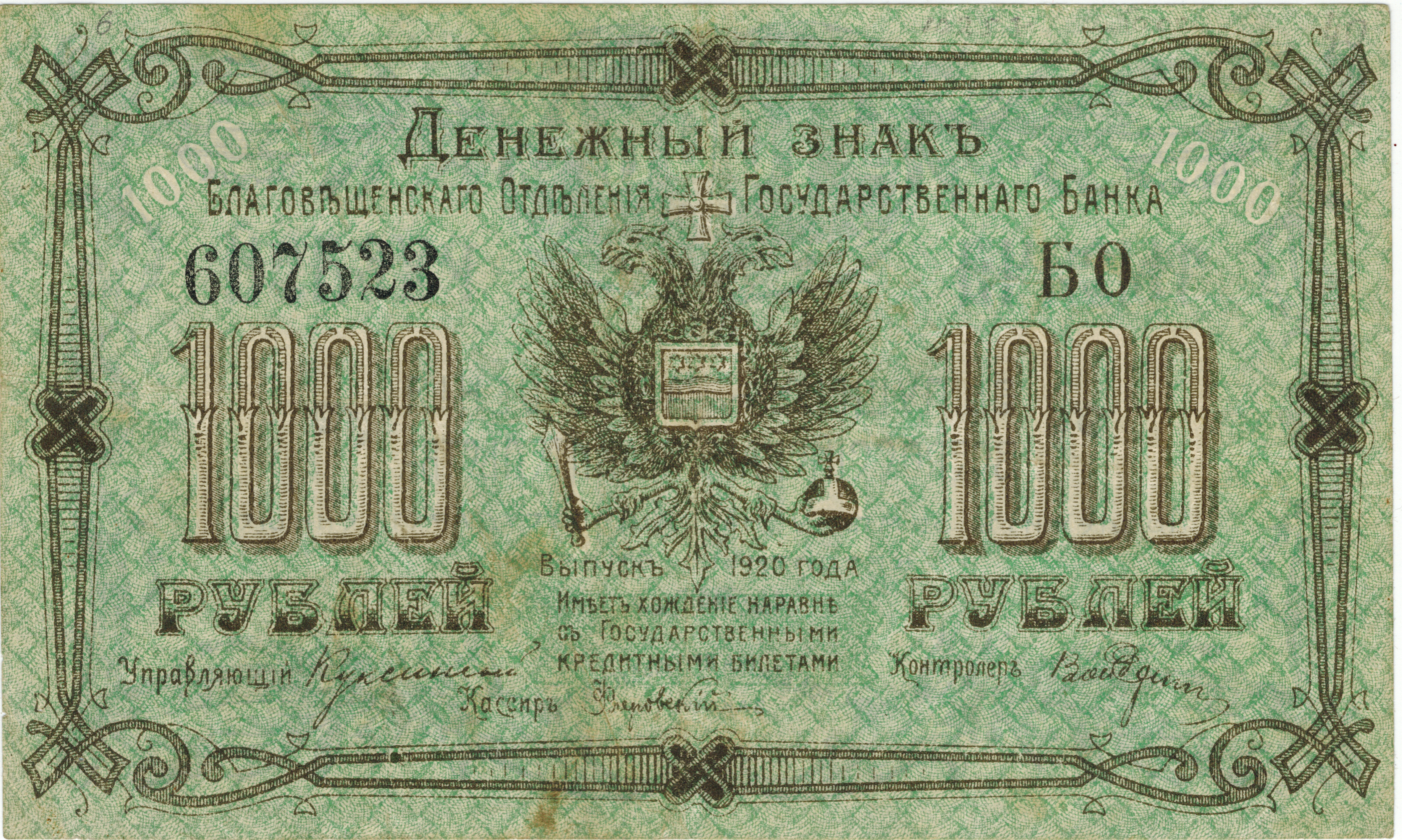
1000 руб., Благовещенск (атаман Семёнов). 1920.

### Советский рубль
В 1919 году Народный комиссариат финансов начал эмиссию «расчётных знаков» (с 1922 года — «государственных денежных знаков») с системой номиналов, аналогичной государственным кредитным билетам, однако в отличие от последних, обеспеченных «всем достоянием республики» (то есть уже имевшимися в государственной казне деньгами).

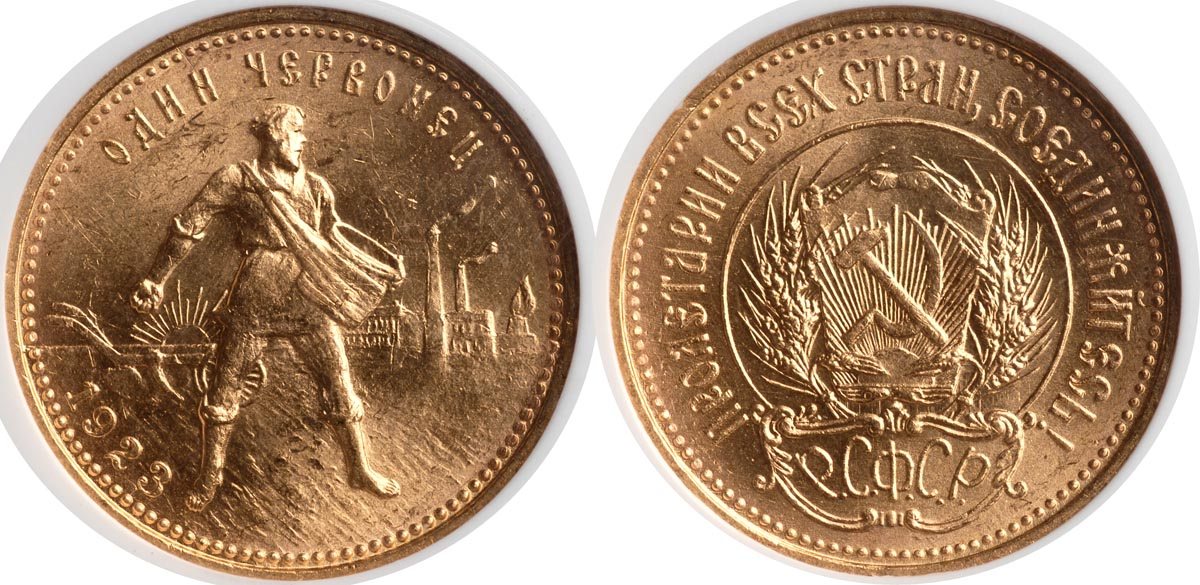
Советский червонец 1923 года

В 1924 году рубль был деноминирован, чеканка медных, биллонных и серебряных монет была возобновлена, денежная система была реформирована: номиналы в 1, 3 и 5 рублей («Государственные казначейские билеты») выпускались Народным комиссариатом финансов СССР, который с 1946 года стал Министерством финансов СССР, и обеспечивались государственной казной, а позднее — Государственным банком РСФСР, переименованным в 1923 году в Государственный банк СССР, и обеспечивались активами банка, то есть золотым запасом СССР.
В период сворачивания нэпа курс рубля стал падать, его свободный обмен на валюту был запрещён. В связи с этим в 1931 году чеканка серебряных и биллонных монет была заменена чеканкой никелевых монет, а монеты номиналом в 50 копеек и 1 рубль до 1961 года была прекращена. Параллельно с обычным рублём появляются «чеки Торгсина», которые можно было купить за драгоценности и иностранную валюту и реализовать в магазинах сети Торгсин, где продавались товары повышенного спроса.
В 1935 году сертификаты Торгсин изымаются из обращения, начинается официальная девальвация рубля, и 1 апреля 1936 года устанавливается курс в 1 рубль за 3 французских франка (0,17685 г золота). 29 октября 1936 года в связи с падением золотого содержания франка, установлен курс в 1 рубль за 4,25 французских франка (0,17595 г золота). 19 июля 1937 года установлено исчисление рубля на базе американского доллара при его золотом содержании в 0,167674 г, а уже 1 марта 1950 года было отменено данное исчисление и установлено золотое содержание в 0,222168 грамма чистого золота.

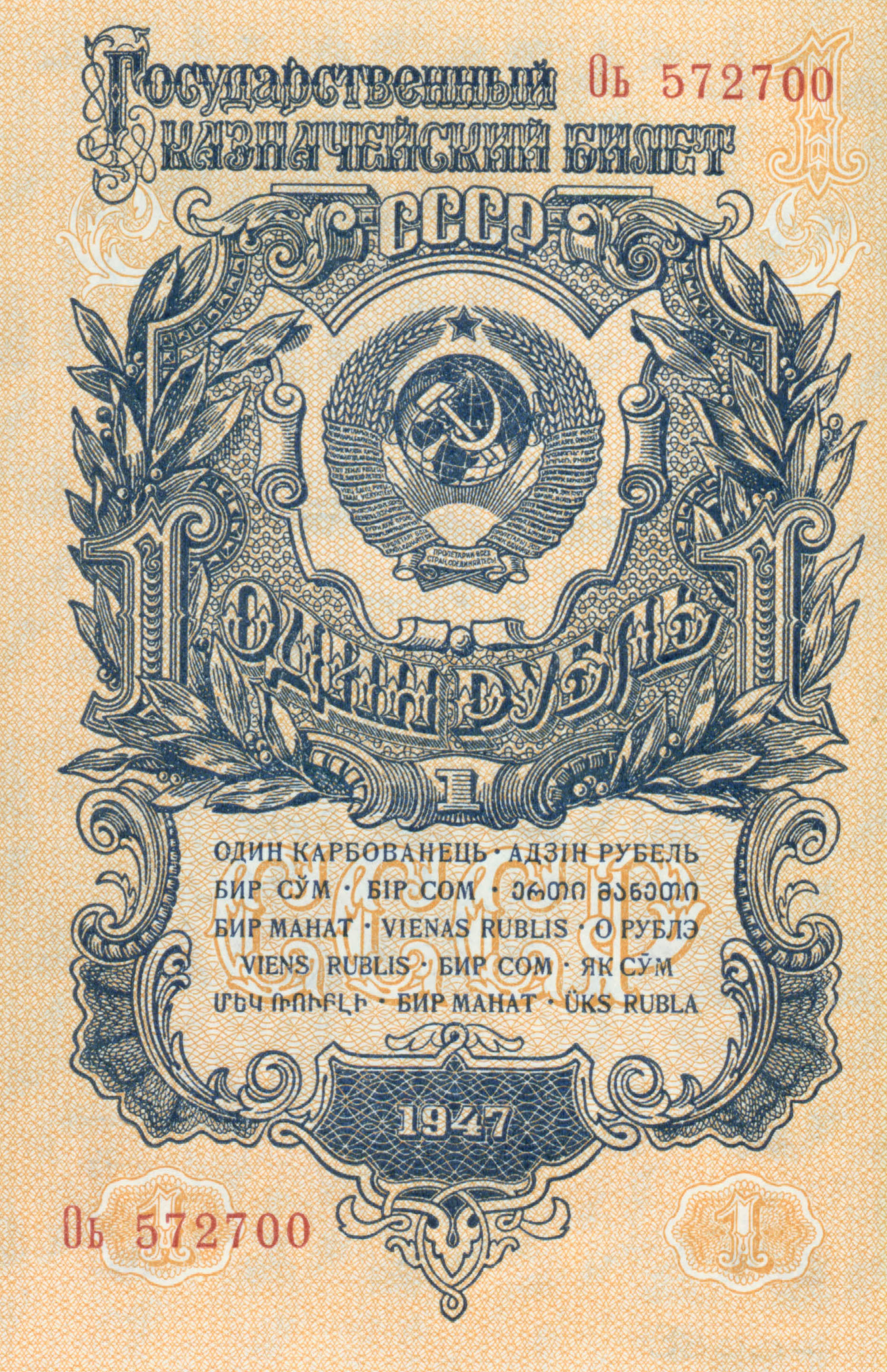
Рубль СССР 1947 года

В 1947 году была проведена денежная реформа: при перерасчёте зарплаты деньги обменивались таким образом, что зарплата оставалась без изменения. По вкладам в сберкассах суммы до 3 тысяч рублей обменивались также один к одному, по вкладам от 3 до 10 тысяч рублей было произведено сокращение накоплений на одну треть суммы, по вкладам в размере свыше 10 тысяч рублей изымалась половина суммы. Те же, кто хранил деньги дома, при обмене получил один новый рубль за десять старых. «Билеты Государственного банка СССР» номиналом 10, 25, 50 и 100 рублей начали ходить с 1947 года.

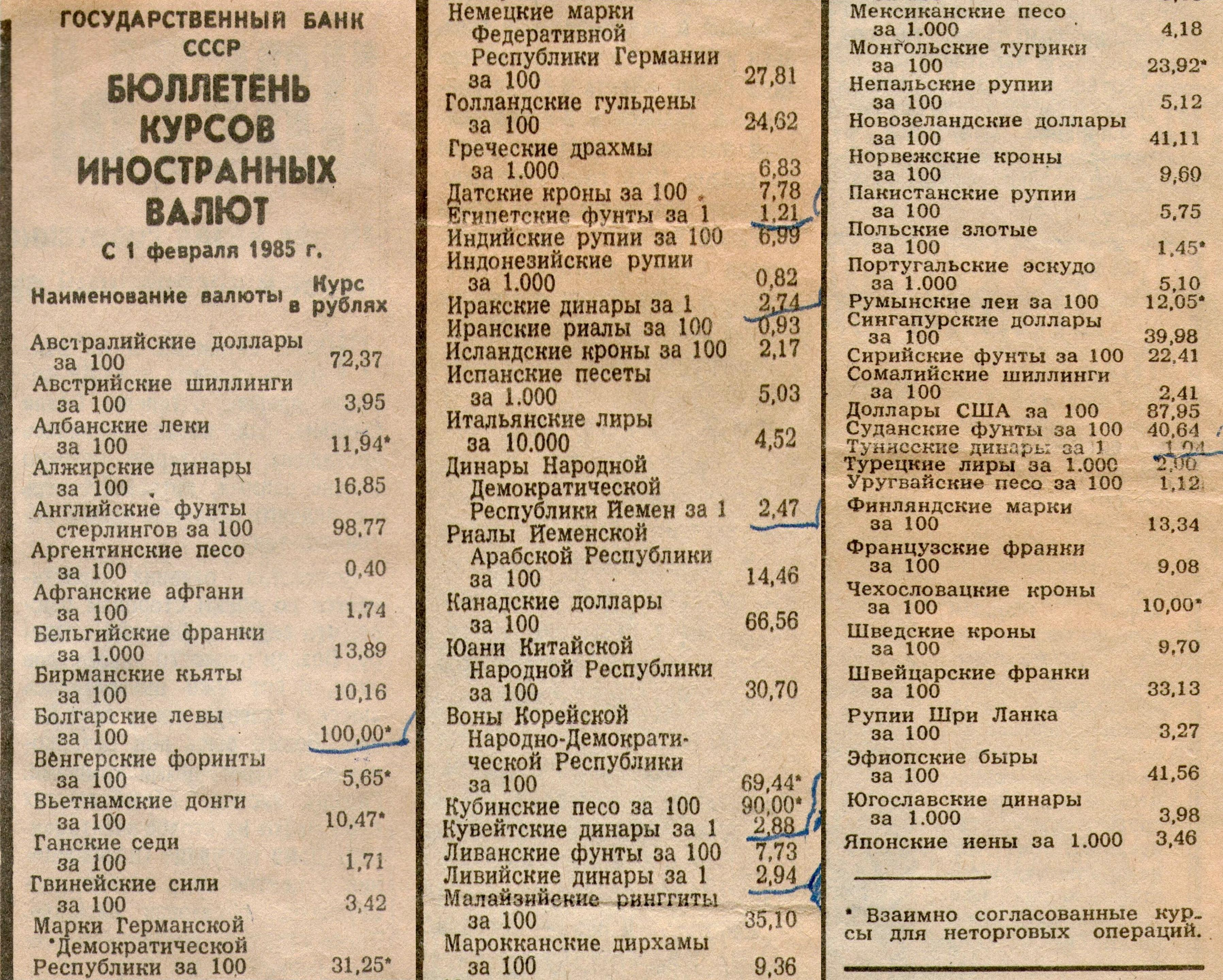
Бюллетень курсов иностранных валют
Госбанка СССР с 1 февраля 1985 года.
Опубликовано в газете «Известия»

1 января 1961 года рубль был деноминирован в 10 раз, его золотое содержание было установлено в 0,987 г золота, а курс доллара — в 90 копеек. После девальвации доллара в 1972 году курс доллара упал до 56 — 60 копеек. Таким образом, рубль стал второй по стоимости валютой в Европе после британского фунта, а в середине 1980-х гг. на непродолжительное время становился первой. Дороже стоили только валюты некоторых арабских стран, мальтийская лира и кипрский фунт.
Поскольку свободный обмен валюты в СССР был запрещён, в 1960-е гг. вновь появились валютные сертификаты (по функции аналогичные бывшим «чекам Торгсина»), действительные только в специальных магазинах. На них можно было обменять валюту, которую советские граждане зарабатывали за рубежом, а также привозили иностранные туристы:
- для дипломатов — сертификаты ВО «Внешпосылторг» (с 1976 года внедрены чеки ВО «Внешпосылторг» номиналом в 1, 2, 5, 10, 25, 50 копеек, 1, 3, 5, 10, 20, 50, 100, 250 и 500 рублей);
- для моряков — чеки Банка внешней торговли номиналом в 1, 2, 5, 10, 50 копеек и 1 рубль;
- для шахтёров в Шпицбергене (с 1940-х гг.) — талоны Государственного треста «Арктикуголь» номиналом в 1, 2, 3, 5, 10 и 25 копеек, 1, 3, 5, 10, 25, 50 и 100 рублей.

### Российский рубль
В начале 1991 года Государственным банком СССР прекращается эмиссия банкнот номиналом в 1, 3 и 5 рублей и государственных казначейских билетов. Выпуск чеков «Внешпосылторга» и Банка внешней торговли был прекращён ещё в 1988 году. Началось падение покупательной способности рубля: 30 ноября 1991 года начался выпуск билета Государственного банка СССР достоинством в 200 рублей, 24 декабря — в 500 рублей, 19 марта 1992 года — в 1000 рублей, а также монет достоинством в 5 и 10 рублей.
1 июля 1992 года был введён свободный курс рубля, после чего рубль сразу же упал до 125 рублей за доллар. Падение покупательной способности рубля продолжилось: 14 июля 1992 года появляется Билет Банка России (Государственный банк СССР был упразднён 20 декабря 1991 года) достоинством в 5000 рублей, 29 декабря 1992 года — 10000 рублей, 20 мая 1993 года — 50000, 30 мая 1995 года — 100000, 17 марта 1997 года — 500000 рублей, а также монеты достоинством в 50 и 100 рублей.
Билеты Государственного банка СССР и Государственные казначейские билеты в Российской Федерации были выведены из оборота ещё в 1993 году (с 26 июля по 7 августа)
4 августа 1997 года было объявлено о деноминации российского рубля в следующем масштабе: 1 новый = 1000 старых. В течение нескольких месяцев 1997-го и весь 1998 год ценники на товары в магазинах и торговых палатках указывались одновременно в старых и новых рублях.
1 января 1998 года рубль был деноминирован и выпущены монеты достоинством в 1, 5, 10, 50 копеек и 1, 2, 5 рублей, а также Билеты Банка России достоинством в 5, 10, 50, 100 и 500 рублей (Билет Банка России достоинством в 200 рублей появился только c 2017 года)
Начиная с 1 января 1999 года новые рубли и копейки окончательно вошли в оборот взамен старых.
Падение покупательной способности рубля снова продолжилось: 1 января 2001 года появилась банкнота номиналом в 1000 рублей, 31 июля 2006 года — 5000 рублей (Билет Банка России достоинством в 2000 рублей появился с 2017 году), в 2009 году — монета достоинством в 10 рублей. В 2014 году прекращена чеканка монет номиналом в 1 и 5 копеек, а с 2016 года — монет достоинством в 10 и 50 копеек.

## Внешний вид

### Бумажные банкноты
На деньгах царской России, помимо герба, изображались российские императоры, начиная с банкнот достоинством свыше 10 рублей: на 25 — Александр III, на 50 — Николай I, на ста — Екатерина Великая, на пятистах — Пётр Первый.
На советских деньгах мелкого достоинства (Государственных казначейских билетах) изображены рабочие, крестьяне, красноармейцы и виды на Московский кремль; на билетах Государственного Банка СССР (от 10 рублей и выше) — В. И. Ленин.
На лицевой стороне всех билетов Государственного Банка СССР номиналом от десяти до ста рублей с 1937 по 1992 год выпуска (один, три, пять и десять червонцев обр. 1937 г.; 10, 25, 50 и 100 рублей обр. 1947, 1961, 1991 и 1992 годов), а также на двухстах, пятистах и тысяче «павловских рублей» СССР 1991 и 1992 года выпуска находились изображения Ленина.
На российских деньгах образца 1993 года (500 рублей и 1000 рублей) на месте, где раньше был профиль Ленина, изображён стилизованный Московский кремль с триколором, на месте герба СССР — вензель ЦБР. С 1996 года (серия 1995 г.) на деньгах изображаются достопримечательности городов России: Владивостока (1000 рублей 1995 года), Новгорода (5 рублей), Красноярска (10 рублей), Санкт-Петербурга (50 рублей), Москвы (100 рублей), Архангельска (500 рублей), Ярославля (1000 рублей), Хабаровска (5000 рублей). В 2017 году ЦБ РФ были выпущены новые банкноты: 200 рублей с изображением севастопольского памятника затопленным кораблям руин Херсонеса, а также 2000 рублей с изображением достопримечательностей Владивостока. Новые банкноты напечатаны на хлопковой бумаге с полимерной пропиткой.

### Традиционные цвета и номинал рублёвых банкнот

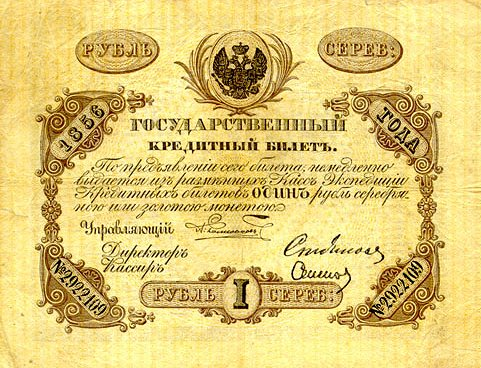
1 рубль 1856 года, аверс

(Как царских, так и большинства советских образца 1934—1991 годов (кроме 25 рублей образца 1947 года и червонцев). Из современных банкнот России традиции соответствуют цвета сто- и пятисотрублёвых банкнот)
- 1 рубль — оливково-коричневый.
- 3 рубля — зелёный, зелёно-салатный.
- 5 рублей — синий, изумрудно-синий.
- 10 рублей — светло-красный, кирпичный.
- 25 рублей — серо-фиолетовый.
- 50 рублей — серо-зелёный.
- 100 рублей — жёлто-бежевый, пастельных оттенков. В царской России традиционно изображалась Екатерина II, от этого пошло народное название катенька.
- 500 рублей — пурпурный, ранее с серым; по обычаю изображается Пётр I (петенька).

### Монеты
На русских монетах с конца XV века изображался Московский герб или герб Российской империи, а на советских денежных знаках — герб СССР.
В современной России на рублёвых монетах с 1992 изображается эмблема российского Центрального банка, похожая на эмблему Российской республики 1917 года, работы художника Ивана Билибина. Лишь с 2016 вместо данного символа на аверсе выпускаемых рублёвых монет используется изображение государственного герба России. Дело в том, что государственный герб Российской Федерации был утверждён лишь в конце ноября 1993. До этого момента на монетах изображался один из проектных вариантов. Уже позже этот герб стал эмблемой Центробанка.

## Символ рубля
Знак (символ) рубля — возникшее в результате эволюции русской письменности сокращение слова «рубль», которое использовалось со второй половины XVII века до второй половины XIX века и представляет собой лигатуру, естественное для скорописи сочетание надстрочных букв «р» и «у». Со временем эта лигатура утрачивает своё первоначальное значение и к концу XVIII века превращается в самостоятельный знак (символ), соседствуя с привычными буквами.

### В Российской империи

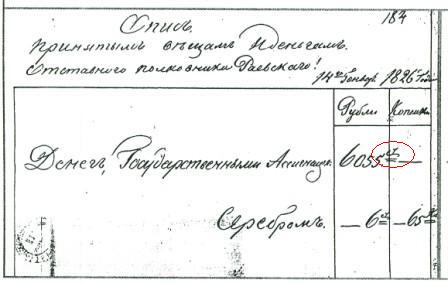
Опись денег, изъятых у декабриста Раевского (1826 г.)

Согласно классической версии, в буквосочетании «ру», ставшим основой знака рубля, буква «р» повёрнута на 90° против часовой стрелки, а «у» написана поверх неё. В XVII веке лигатура, являясь собственно буквосочетанием, в соответствии с правилами скорописи писалась над цифрами. В начале XVIII века она начинает смещаться по отношению к цифрам вправо и вниз, утрачивая при этом своё первоначальное значение в качестве буквосочетания и превращаясь в полноценный символ, самостоятельную графему. В XIX веке, став знаком, лигатура «ру» существенно уменьшается в размерах и пишется справа от цифр выше основной строки — так, как сейчас с использованием цифр пишутся порядковые числительные в английском языке, то есть с использованием верхнего индекса, или суперскрипта (1st, 2nd и т. д.). В русском языке при рукописном начертании такой индекс обычно подчёркивается одной или двумя чёрточками (1й, 2го и т. д.).
Окончание использования знака рубля в описанном виде относится ко второй половине XIX века.
Опыт использования знака рубля был и при печати — в частности, в Арифметике Магницкого (1703 г.), однако этот опыт не получил широкого распространения. Вероятно, это связано с тем, что печатный вариант знака рубля Магницкого существенно отличался от знака рубля, использовавшегося в тот же период при письме.

### В современной России
С началом интеграции российской экономики в мировую (1990-е годы) и широкого использования во внутреннем российском обороте иностранных валют (прежде всего доллара, имеющего собственный узнаваемый знак) высказывались предложения ввести знак и для российского рубля. С появлением евро и утверждением его знака такие предложения стали звучать чаще и вылились в проведение нескольких неофициальных конкурсов, акций и инициатив по введению знака рубля.
В июне 2006 года была принята поправка к Закону «О Центральном банке Российской Федерации (Банке России)», в соответствии с которой функции банка были дополнены ещё одним пунктом: именно ЦБ РФ «утверждает графическое обозначение рубля в виде знака» (86-ФЗ от 10.07.2002, ст. 4, п. 2.1). В ноябре 2013 года на сайте ЦБ был проведён опрос (он продлился до 5 декабря), с предложением посетителям выбрать один из пяти символов-кандидатов на знак рубля или проголосовать против всех. В разработке символа приняло участие ряд российских дизайнерских агентств, однако считается, что у «нового знака нет автора, на его копирование и модификации не накладывается никаких ограничений».
11 декабря 2013 года советом директоров Центрального банка символ рубля (₽) был официально утверждён. Предварительное обсуждение проходило на сайте Банка России с 5 ноября по 5 декабря 2013 года. Предлагалось пять вариантов: вариант 1 — буква Р с вертикальной чертой; вариант 2 — буква Р с горизонтальной чертой; остальные три варианта содержали буквы Р и У, которые были соединены в единый рисунок.
7 июня 2014 года Центральный Банк Российской Федерации выпустил в обращение монеты с символом национальной денежной единицы на оборотной стороне. Первыми денежными знаками, в которых было использовано графическое обозначение рубля в виде перечёркнутой ниже окружности буквы «Р» стали серебряная трёхрублёвка и рубль из стали с никелевым гальваническим покрытием. Серебряная монета выпущена качеством пруф тиражом 500 штук и качеством анциркулейтед — 1000 штук. Рублёвая монета была выпущена в рамках эмиссионной программы тиражом 100 миллионов штук.

### Символ белорусского рубля
До 2005 года для краткого обозначения белорусского рубля использовались традиционные для слова «рубль» (бел. рубе́ль) сокращения — р. и руб. В мае 2005 года правление Национального банка Республики Беларусь утвердило новый символ национальной валюты в виде двух букв латинского алфавита «Br», где В — белорусский, r — рубль. Символ Br активно используется на сайтах самого Национального банка республики, а также ряда белорусских коммерческих банков. В деловом обороте по-прежнему чаще встречаются традиционные сокращения р. и руб. Интересный факт: к моменту принятия решения об утверждении «собственного… оригинального, узнаваемого и запоминающегося» графического знака белорусского рубля точно такой же символ (Br) уже использовался для обозначения эфиопского быра.

### Символ приднестровского рубля
Символ приднестровского рубля — сочетающий в себе курсивные буквы «П» и «Р» — был утверждён в 2012 году по итогам конкурса. Автор знака — инженер-электронщик Юрий Колодный из города Новополоцка (Белоруссия), получивший денежное вознаграждение в размере 500 долларов США. Как сообщается в пресс-релизе Приднестровского республиканского банка, «в начертании знака узнаются ключевые литеры денежной единицы (приднестровский рубль). Также присутствует характерный двойной штрих, используемые для обозначения валют».

## Памятники рублю
В России установлены памятники рублю в Димитровграде и в Томске, а в эстонском местечке Паяка (Pajaka) у советского рубля есть надгробие.

Памятник рублю в Томске
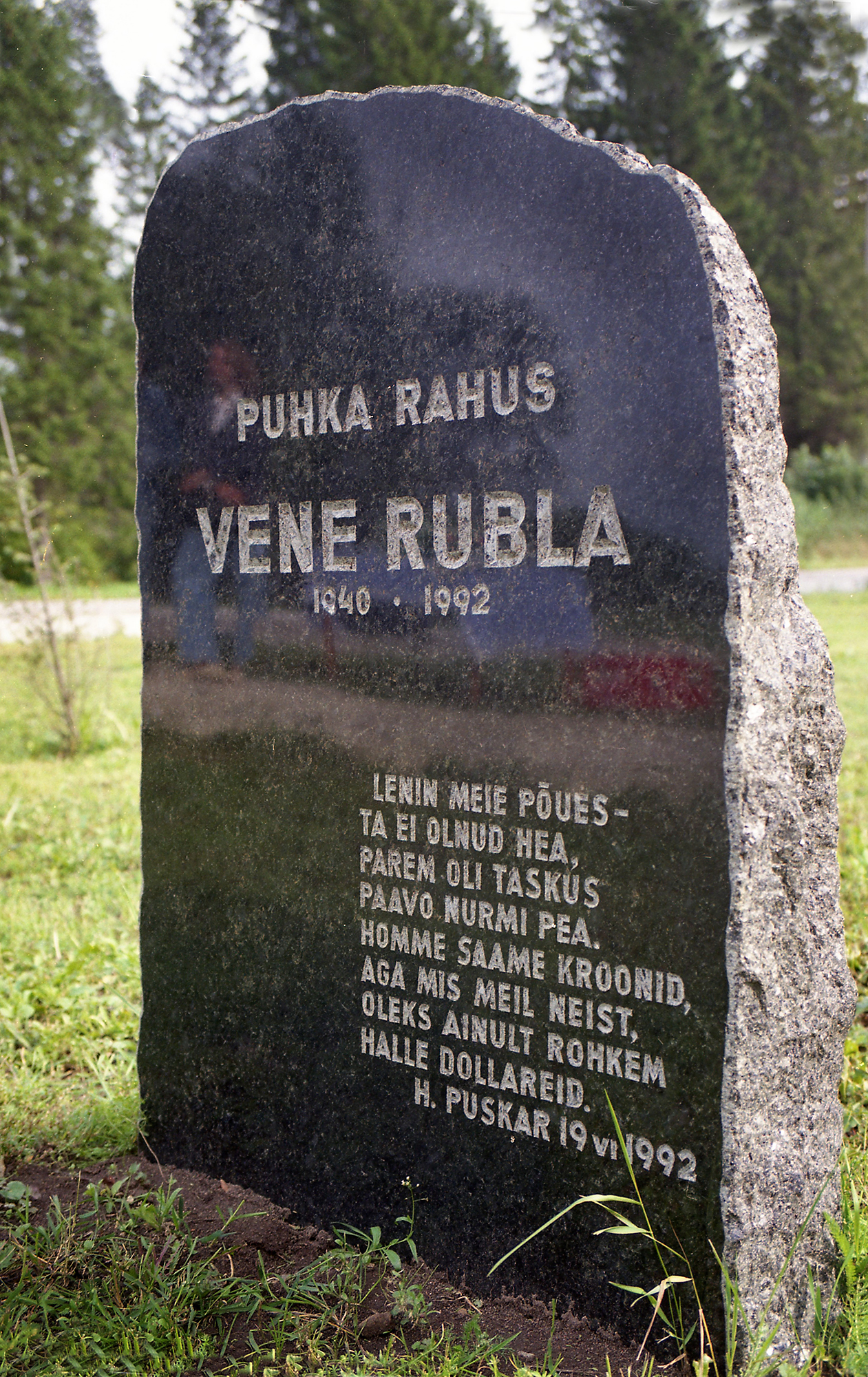
Надгробие советского рубля в Паяке (Эстония)